# اناب، سوریه
اناب (به عربی: أناب) یک منطقهٔ مسکونی در سوریه است که در ناحیه مرکزی عفرین واقع شده‌است. اناب ۲٬۳۰۹ نفر جمعیت دارد.